# ميخائيل باربييري
ميخائيل باربييري (بالإنجليزية: Michael Barbieri)‏ هو سياسي أمريكي، ولد في 28 يوليو 1949 في فيلادلفيا في الولايات المتحدة. حزبياً، نشط في الحزب الديمقراطي.